# Rocce Ciarmetta
Le Rocce Ciarmetta (2.553 m s.l.m.) sono una montagna delle Alpi Cozie situata in provincia di Cuneo.

## Caratteristiche

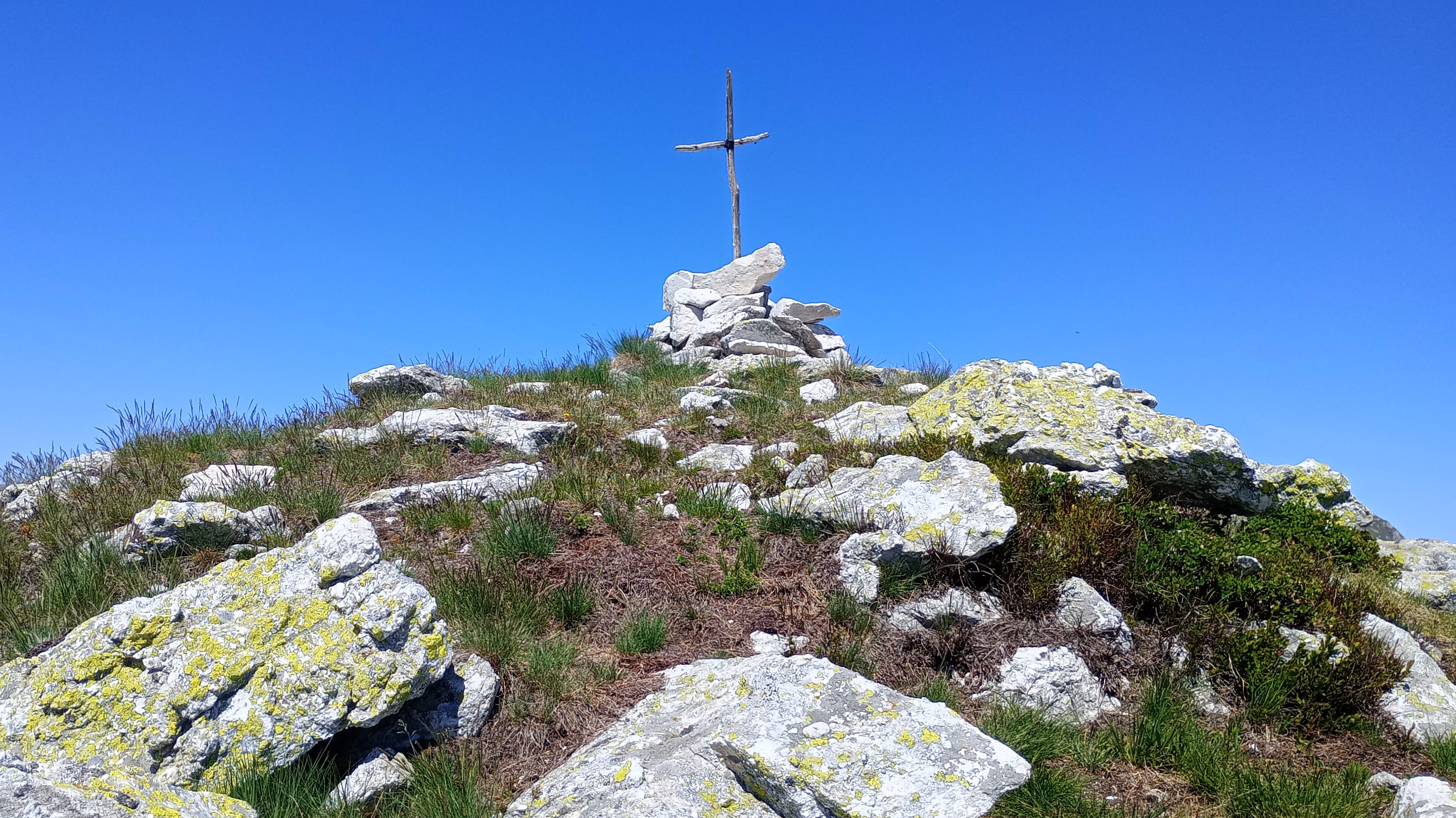
La croce di vetta

La montagna si trova sullo spartiacque tra il vallone di Marmora (valle Maira, a ovest) e la valle Grana (a est). Si trova tra due profonde insellature dello spartiacque, il colle del Vallonetto (2439 m, a sud) e il colle di Esischie. Una stretta strada ex-militare, oggi asfaltata e a gestione comunale, collega i due valichi e transita a mezzacosta per il versante sud-orientale della montagna. La cima, segnalata da una rustica croce di vetta, ha una prominenza topografica di 106 metri. Amministrativamente le Rocce Ciarmetta si trovano sul confine tra i comuni di Castelmagno e di Marmora. Ai piedi della montagna  nasce il torrente Grana.

## Geologia
Le Rocce Ciarmetta si trovano su una linea di sinclinale della quale fanno parte anche il contiguo valico del Vallonetto e il colle del Mulo. La montagna mostra rocce ben conservate della serie brianzonese.

## Ascensione alla vetta

### Accesso estivo
La  cima della montagna si può raggiungere con percorso fuori sentiero partendo dal colle del Vallonetto, a sua volta raggiunto da una strada asfaltata. La salita si svolge su un pendio erboso e molto ripido.

### Accesso invernale
Più che come meta estiva le Rocce Ciarmetta sono frequentate nel periodo invernale. Si può arrivare alla cima partendo dal dal Santuario di San Magno con gli sci da sci alpinismo  o con le ciaspole. Questa escursione è considerata per Bravi Racchettatori (BR), la versione sciistica per Buoni Sciatori (BS). Dal santuario si percorre il vallone di Fauniera e si raggiunge poi il colle del Vallonetto, e infine la cima della montagna da nord-est. In presenza di neve ghiacciata occorre prestare molta attenzione data la ripidità del pendio.

## Bibliografia

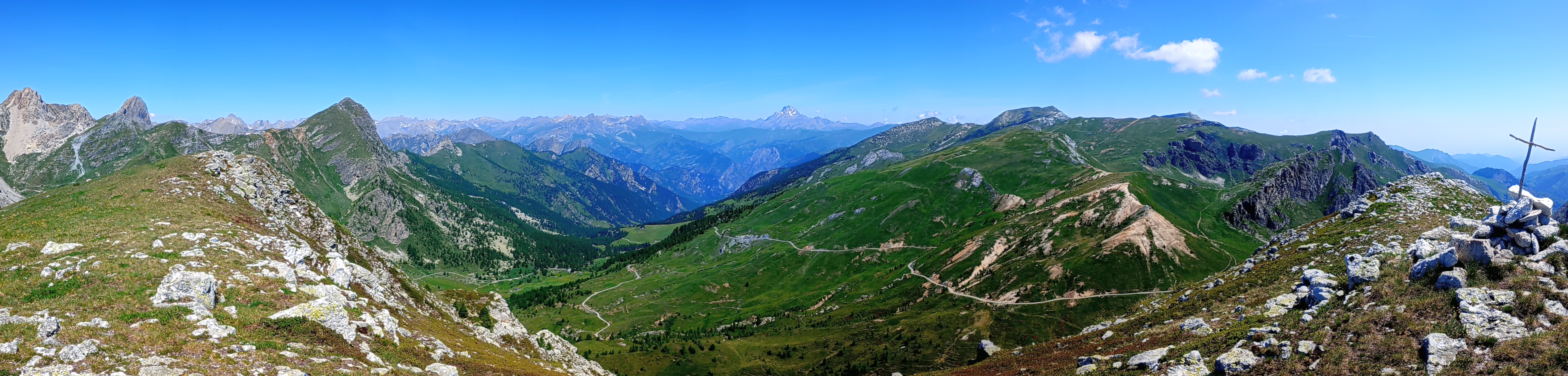
Vista verso nord-ovest
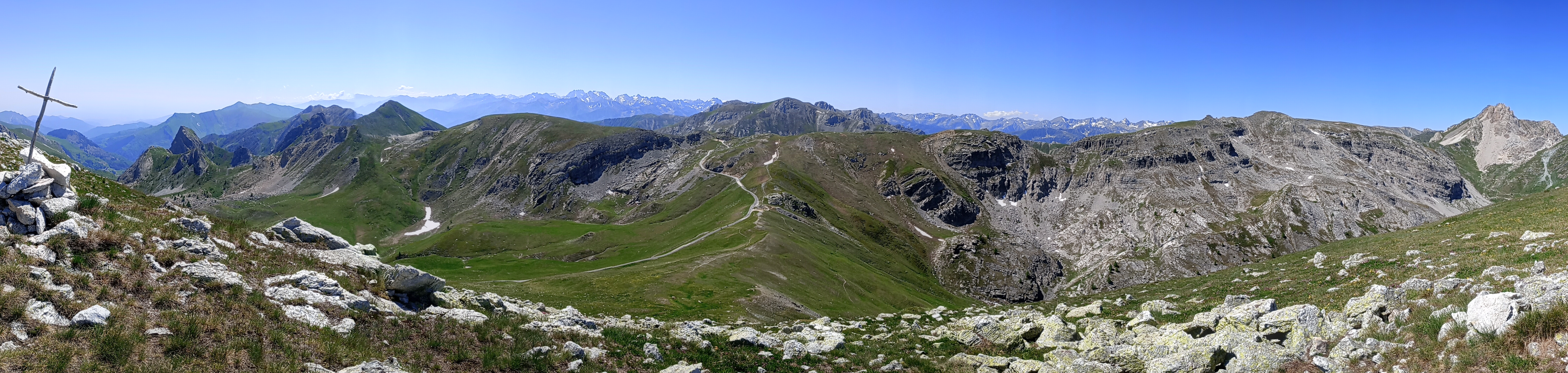
Vista verso sud-est

### Punti d'appoggio
- Rifugio Fauniera (2305 m, sul lato Val Grana)